# Фурман, Евгений Григорьевич
Евге́ний Григо́рьевич Фу́рман (род. 14 февраля 1973 года) — российский педиатр, аллерголог, доктор медицинских наук (2006), член-корреспондент РАН (2016).

## Биография
Родился 14 февраля 1973 года.
В 1996 году с отличием окончил Пермский государственный медицинский университет, специальность — педиатрия.
Прошёл научно-практические стажировки по педиатрии за рубежом.
В 2006 году защитил докторскую диссертацию на тему «Применение комплекса малоинвазивных диагностических технологий при бронхиальной астме у детей: возрастные аспекты, мониторинг и лечение».
В 2008 году — победитель конкурса на грант Президента Российской Федерации для молодых докторов наук.
В 2016 году избран членом-корреспондентом РАН.
Проректор по научной деятельности ПГМУ, заведующий кафедрой факультетской и госпитальной педиатрии.

## Научная деятельность
Область научных интересов — педиатрия, пульмонология и аллергология детского возраста.
Автор 135 печатных работ, 4 монографии, автор пяти патентов на изобретения.
Общее число цитирований в РИНЦ — 259.
Под его руководством выполнено 5 кандидатских диссертаций.

### Научно-организационная деятельность
- член Союза педиатров России, Российского Респираторного общества;
- член международных научно-практических обществ (Европейского Респираторного общества (ERS), Американского торакального общества (ATC));
- член редколлегии Пермского медицинского журнала и журнала «Медицинский совет».

## Награды
- Грамота Министерства здравоохранения Российской Федерации (2016)